# Hypena hampsonialis
Hypena hampsonialis là một loài bướm đêm trong họ Erebidae.